# Girolamo Medebach
Agostino Raimondo Girolamo Medebach, detto anche Gerolamo e Metembach (Roma, 1706 – 1790), è stato un attore teatrale italiano.
Divenne un noto capocomico, che lavorò anche con Carlo Goldoni.

## Biografia
Di famiglia tedesca, era nato a Roma. Recitò dapprima in compagnie di guitti. Nel 1739 entrò nella compagnia di attori-mimi di Gasparo Raffi, di cui l'anno dopo sposò la figlia diciassettenne Teodora. Successivamente divenne direttore di una nuova compagnia della quale facevano parte la moglie Teodora, la cognata di Gasparo Raffi, Rosalia, che sposerà Cesare D'Arbes, un grande Pantalone, e Maddalena Raffi, sorella di Gasparo, che sposerà l'attore Giuseppe Marliani, specialista di Brighella. Nel 1748, dopo aver incontrato a Livorno Carlo Goldoni, Girolamo Medebach recitò nelle prime rappresentazioni di Tonin bella grazia e La vedova scaltra. Al successo di Girolamo Medebach non era estranea la popolarità di Teodora, ritenuta molto brava, oltre che avvenente. Dopo la morte di Teodora (1761), nel 1766 Girolamo Medebach sposò un'altra attrice, Rosa Scalabrini. Un figlio di Girolamo e Teodora, Giovan Battista, diverrà anch'egli un famoso attore.

## La collaborazione con Goldoni
All'epoca dell'incontro con Medebach,  a Livorno nel 1748, Goldoni aveva parzialmente abbandonato la carriera di scrittore per il teatro e dal 1745 svolgeva l'attività di avvocato a Pisa. Girolamo Medebach gli offrì l'incarico di poeta della sua compagnia, che aveva sede presso il Teatro Sant'Angelo di Venezia, del quale lo stesso Medebach era capocomico e impresario.
Il contratto tra Medebach e Goldoni, firmato il 10 marzo 1749, prevedeva una durata di quattro anni e l'impegno da parte di Goldoni a scrivere "otto commedie e due opere" all'anno, impegno che su richiesta dello stesso Medebach venne modificato in quello di scrivere dieci commedie, stante il molto maggior successo che queste riscuotevano rispetto alle cosiddette "opere".
Il compenso stabilito per Goldoni era di "ducati quattrocento cinquanta da lire sei, soldi quattro per ducato" per ogni anno.
Fu nel periodo della collaborazione con Medebach che Goldoni sviluppò la sua riforma teatrale: Medebach lo appoggiò infatti nel suo intento di rendere centrale la figura dell'autore nel teatro comico, scrivendo copioni integrali delle commedie, invece dei tradizionali canovacci (o "scenari") che descrivevano soltanto la storia e non le singole parti, lasciate all'improvvisazione degli attori.
L'impegno assunto venne rispettato da Goldoni, che tra il 1749 ed il 1753 scrisse quaranta commedie, tutte rappresentate al Teatro Sant'Angelo e in altri teatri d'Italia dalla compagnia di Medebach. Tra queste ci sono alcune delle opere più conosciute del commediografo veneziano: La bottega del caffè, La moglie saggia, La serva amorosa, La locandiera, La donna vendicativa.